# Pedro Maurício Levato
Pedro Maurício Levato (né le 10 septembre 1976 à San Nicolás (Buenos Aires)) est un footballeur argentin.